# Stanisław Barzi
Stanisław Barzi, lub Stanisław Barzy herbu Korczak (ur. w 1530 roku – zm. 9 listopada 1571 roku w Krakowie) – marszałek nadworny koronny w latach 1568–1571, wojewoda krakowski w latach 1570–1571, starosta generalny krakowski w latach 1570–1571, starosta gródecki od 1557 roku, starosta śniatyński w latach 1562–1571, sekretarz królewski, dworzanin królewski od 1551. Poseł województwa krakowskiego na sejm 1565 roku.
Był synem Andrzeja Barziego – podkomorzego przemyskiego i Anny Kmity, siostry marszałka koronnego Piotra Kmity Sobieńskiego. 5 stycznia 1551 został dworzaninem króla Zygmunta II Augusta. W 1556 udał się w orszaku królewny Zofii Jagiellonki do Wolfenbüttel. Przed 1557 został sekretarzem królewskim. Jako jeden z nielicznych katolików na dworze królewskim, zyskał poparcie przywódcy polskiej kontrreformacji kardynała Stanisława Hozjusza, pod wpływem którego już jako wojewoda krakowski wprowadził wiele zarządzeń przeciwko protestantom. Był sygnatariuszem aktu unii lubelskiej 1569 roku.
Poślubił Katarzynę Tęczyńską – córkę Jana Tęczyńskiego (zm. 1541) – kasztelana chełmskiego, z którą miał synów: Jana i Stanisława Barzich (bezpotomnych). Następnie ożenił się z Dorotą Goryńską – córką Piotra Goryńskiego, wojewody mazowieckiego.